# إنجل لي مكوي
إنجل لي مكوي (بالإنجليزية: Angel Leigh McCoy)‏ (13 ديسمبر 1962، إلجين في الولايات المتحدة)؛ كاتِبة وروائية أمريكية. درست في جامعة إلينوي في إربانا-شامبين.